# 万山乡 (旺苍县)
万山乡，是中华人民共和国四川省广元市旺苍县曾经下辖的一个乡。2020年5月，撤销大两乡、万山乡，设立大两镇，以原大两乡和原万山乡长征村、星光村、檬溪村、菊花村、云雾村、万里村和五权镇旭光村所属行政区域为大两镇的行政区域。将原万山乡漆树村所属行政区域划为水磨镇的行政区域。

## 行政区划
万山乡撤销前下辖以下地区：
长征村、漆树村、星光村、檬溪村、菊花村、云雾村和万里村。